# Leopold II. Belgický
Leopold II. Belgický (9. dubna 1835, Brusel – 17. prosince 1909, Laeken) byl v letech 1865 až 1909 druhým králem Belgičanů a v letech 1885 až 1908 autokratickým vládcem Svobodného státu Kongo.
Leopold se narodil v Bruselu jako druhý, ale nejstarší přeživší syn Leopolda I. a Luisy Orleánské. Následníkem svého otce na belgickém trůně se stal 1865 a vládl přesně 44 let až do své smrti, což byla dosud nejdelší vláda belgického panovníka. Zemřel, aniž zanechal legitimní syny. Současný belgický král je potomkem Leopoldova synovce a nástupce Alberta I. V Belgii je populárně označován jako „král stavitel“ (nizozemsky: Koning-Bouwheer, francouzsky: Roi-Bâtisseur) s odkazem na velké množství budov, urbanistických projektů a veřejných prácí, které zadal.
Leopold byl zakladatelem a jediným vlastníkem Svobodného státu Kongo, soukromého projektu podniknutého jeho jménem jako personální unie s Belgií. Využil Henryho Mortona Stanleyho, aby mu pomohl vznést nárok na Kongo, dnešní Demokratickou republiku Kongo. Na berlínské konferenci v letech 1884–1885 mu koloniální národy Evropy jeho nárok schválily a Svobodný stát Kongo mu svěřily. Leopold Kongo řídil pomocí žoldnéřské Force Publique pro svůj osobní zisk. Z území těžil jmění; zpočátku slonovinu a po zdražení přírodního kaučuku v 90. letech 19. století nucenou prací domorodého obyvatelstva ke sklizni a zpracování kaučuku.
Leopoldova administrativa Svobodného státu Kongo se vyznačovala zvěrstvy a systematickou brutalitou, včetně nucených prací, mučení, vražd, únosů a amputací rukou mužů, žen i dětí, když nebyla dodržena kvóta kaučuku. V roce 1890 a v jednom z prvních použití tohoto termínu popsal George Washington Williams praktiky Leopoldovy administrativy Svobodného státu Kongo jako „zločiny proti lidskosti“. Tyto a další skutečnosti byly zjištěny za Leopoldovy vlády výpověďmi očitých svědků, mezinárodní vyšetřovací komisí prohlídkou na místě, investigativní žurnalistikou a aktivismem E. D. Morela a Casement Reportem z roku 1904.
I když bylo obtížné přesně odhadnout předkoloniální populaci a množství, o které se změnilo za Svobodného státu Kongo, odhady poklesu konžské populace během Leopoldovy vlády se pohybují od 1 do 15 milionů. Mezi příčiny poklesu patřily epidemické nemoci, násilné činy páchané režimem, těžký hladomor způsobený jednáním režimu a nízká porodnost během nejhoršího kaučukového teroru (v období od roku 1896 do roku 1903).
V roce 1908 zprávy o úmrtích a zneužívání spolu s tlakem Congo Reform Association a dalších mezinárodních skupin přiměly belgickou vládu, aby správu Konga od Leopolda převzala během předposledního roku jeho vlády. Svobodný stát Kongo tak byl obnoven jako nové území, Belgické Kongo.

## Biografie

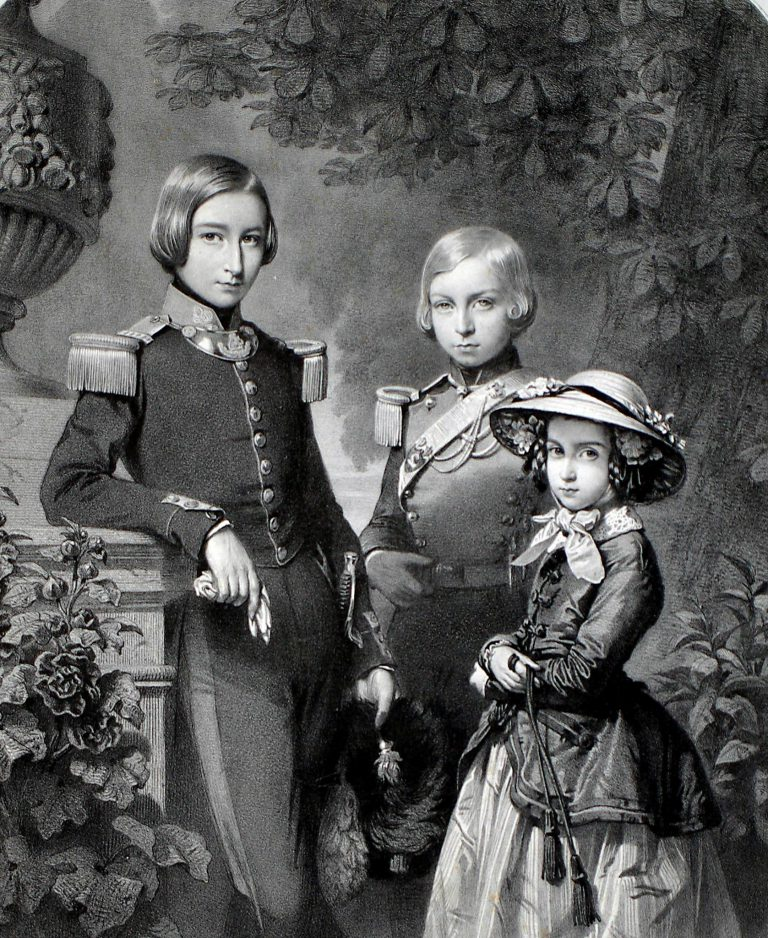
Princ Leopold se svými mladšími sourozenci – bratrem Filipem a sestrou Charlottou

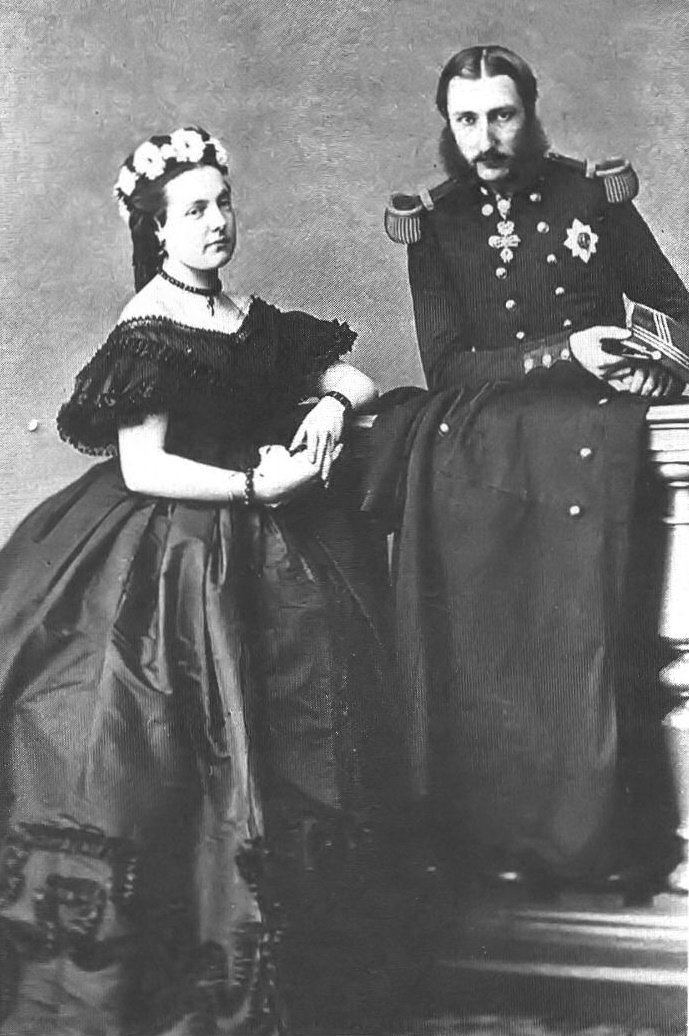
Král Leopold II. a jeho manželka Marie Henrietta

### Původ
Narodil se 9. dubna 1835 v Bruselu jako druhý ze tří synů prvního belgického krále Leopolda I. a jeho druhé manželky Louise d’Orléans, jeho starší bratr Ludvík Filip však zemřel jako roční dítě ještě před Leopoldovým narozením.

### Vláda
Roku 1865 nastoupil po smrti svého otce na belgický trůn. Proslul svou tvrdostí a bezcitností, především ke svému nejbližšímu okolí.[zdroj⁠?!] Jeho bohatství pocházelo především z afrického Konga, kolonie ve střední Africe, které získal bez vojenského zásahu. Roku 1885 se zde stal vládcem a dlouho to bylo jeho soukromé vlastnictví, Leopold se nechal oslovovat svrchovaným králem tohoto afrického státu. Byl jedním z největších vlastníků kolonií. Finančně podporoval cestovatele H. M. Stanleyho, který pro něho Kongo kolonizoval. V kolonii panovalo otrokářství a Leopold zde prováděl kořistnické hospodářství, těžil zde kaučuk a slonovinu. Jeho majetek dosahoval tří milionů liber. Podle časopisu History revue to odpovídá částce jedné miliardy dnešních liber. Podle různých pramenů byl Leopold jedním z největších masových vrahů v historii, neboť měl na svědomí smrt několika milionů lidí (někdy se udává okolo 10 milionů). Další tisíce konžských obyvatel nechal zmrzačit většinou useknutím ruky.
V devadesátých letech 19. století se pokoušel pronajmout si britskou kolonii Súdán. V roce 1908 po zveřejnění exploatace Konga, které učinil novinář a politik Edmund Dene Morel, vypukla aféra, která vedla k tomu, že kontrolu nad teritoriem dosud známým jako Svobodný stát Kongo, převzal belgický stát, jemuž také později Leopold odkázal ve své závěti všechna svá vlastnická práva ke konžské kolonii.

### Rodina
Leopold II. se oženil 22. srpna 1853 s rakouskou arcivévodkyní Marií Henriettou Habsbursko-Lotrinskou (1836–1902), dcerou uherského palatina Josefa Antonína a jeho třetí manželky Marie Dorothey. Z manželství se narodily čtyři děti, tři dcery a jeden syn:
- Luisa (18. února 1858 – 1. března 1924), ⚭ 1875 Filip Sasko-Kobursko-Gothajský (28. března 1844 – 3. července 1921), sasko-kobursko-gothajský princ a pán z Čabradi a Sitna
- Leopold (12. června 1859 – 22. ledna 1869); vévoda z Brabantu, hrabě z Henegavska
- Štěpánka (21. května 1864 – 23. srpna 1945),
⚭ 1881 Rudolf Habsbursko-Lotrinský (21. srpna 1858 – 30. ledna 1889), rakouský arcivévoda, korunní princ, následník trůnu
⚭ 1900 Elemér Lónyay (24. srpna 1863 – 29. července 1946)
- Klementina (30. července 1872 – 8. března 1955), ⚭ 1910 Viktor Bonaparte (18. července 1862 – 3. května 1926), titulární 4. kníže z Montfortu (vnuk Jérôma Bonaparta, nejmladšího bratra císaře Napoleona)

### Poslední léta života
Pět dní před svou smrtí se král Leopold II. Belgický oženil 12. prosince 1909 se svou dlouholetou milenkou Blanche Zélií Joséphine Delacroix (1883–1948), s níž předtím zplodil dva nemanželské syny Luciena (1906–1984) a Philippa (1907–1914), které později uznal za svoje. Jeho pohřební průvod byl „vybučen“ davem jako projev nesouhlasu s jeho vládou v Kongu.
Vzhledem k tomu, že Leopold zemřel bez legitimního mužského potomka (syn Leopold zemřel ve věku deseti let 22. ledna roku 1869 na zápal plic poté, co spadl do rybníka; jeho smrt král těžce nesl), nastoupil po něm na belgický trůn mladší syn jeho mladšího bratra Filipa Albert (Filip a jeho starší syn Baudouin zemřeli ještě před Leopoldovou smrtí; Baudouin ve 22 letech bezdětný). Jejich potomci vládnou v Belgii dodnes.

### Odkaz
V roce 2010 Louis Michel, bývalý ministr zahraničních věcí Belgie a tehdejší člen Evropského parlamentu a Evropské komise, označil Leopolda II za „vizionářského hrdinu“.

## Tituly a vyznamenání
- 24. březen 1837 – 16. prosinec 1840: Jeho královská Výsost korunní princ Leopold Belgický, princ sasko-kobursko-gothajský, vévoda saský
- 16. prosinec 1840 – 17. prosinec 1865: Jeho královská Výsost Leopold, vévoda brabantský, princ belgický, princ sasko-kobursko-gothajský, vévoda saský[13]
- 17. prosinec 1865 – 23. prosinec 1909: Jeho Veličenstvo Leopold, král Belgičanů
  - 1. červenec 1885 – 15. listopad 1908: Jeho Veličenstvo Leopold, král Belgičanů, vládce Konga

## Vývod z předků
|                      |                                            |  |                           |                                           |  |  |  |  |  |  |  | František Josiáš Sasko-Kobursko-Saalfeldský |
|                      |                                            |  |                           |                                           |  |  |  |  |  |  |  |                                             |
|                      | Arnošt Fridrich Sasko-Kobursko-Saalfeldský |  |                           |                                           |  |  |  |  |  |  |  |                                             |
|                      |                                            |  |                           |                                           |  |  |  |  |  |  |  |                                             |
|                      |                                            |  |                           | Anna Žofie Schwarzbursko-Rudolstadtská    |  |  |  |  |  |  |  |                                             |
|                      |                                            |  |                           |                                           |  |  |  |  |  |  |  |                                             |
|                      | František Sasko-Kobursko-Saalfeldský       |  |                           |                                           |  |  |  |  |  |  |  |                                             |
|                      |                                            |  |                           |                                           |  |  |  |  |  |  |  |                                             |
|                      |                                            |  |                           | Ferdinand Albrecht II. Brunšvický         |  |  |  |  |  |  |  |                                             |
|                      |                                            |  |                           |                                           |  |  |  |  |  |  |  |                                             |
|                      | Sofie Antonie Brunšvicko-Wolfenbüttelská   |  |                           |                                           |  |  |  |  |  |  |  |                                             |
|                      |                                            |  |                           |                                           |  |  |  |  |  |  |  |                                             |
|                      |                                            |  |                           | Antonie Amálie Brunšvicko-Wolfenbüttelská |  |  |  |  |  |  |  |                                             |
|                      |                                            |  |                           |                                           |  |  |  |  |  |  |  |                                             |
|                      | Leopold I. Belgický                        |  |                           |                                           |  |  |  |  |  |  |  |                                             |
|                      |                                            |  |                           |                                           |  |  |  |  |  |  |  |                                             |
|                      |                                            |  |                           | Jindřich XXIX. Reuss z Ebersdorfu         |  |  |  |  |  |  |  |                                             |
|                      |                                            |  |                           |                                           |  |  |  |  |  |  |  |                                             |
|                      | Jindřich XXIV. Reuss z Ebersdorfu          |  |                           |                                           |  |  |  |  |  |  |  |                                             |
|                      |                                            |  |                           |                                           |  |  |  |  |  |  |  |                                             |
|                      |                                            |  |                           | Žofie Teodora Castellsko-Remlingenská     |  |  |  |  |  |  |  |                                             |
|                      |                                            |  |                           |                                           |  |  |  |  |  |  |  |                                             |
|                      | Augusta Reussová z Ebersdorfu              |  |                           |                                           |  |  |  |  |  |  |  |                                             |
|                      |                                            |  |                           |                                           |  |  |  |  |  |  |  |                                             |
|                      |                                            |  |                           | Jiří August Erbašsko-Schönberský          |  |  |  |  |  |  |  |                                             |
|                      |                                            |  |                           |                                           |  |  |  |  |  |  |  |                                             |
|                      | Karolína Ernestina Erbašsko-Schönberská    |  |                           |                                           |  |  |  |  |  |  |  |                                             |
|                      |                                            |  |                           |                                           |  |  |  |  |  |  |  |                                             |
|                      |                                            |  |                           | Ferdinanda Henrietta ze Stolberg-Gedernu  |  |  |  |  |  |  |  |                                             |
|                      |                                            |  |                           |                                           |  |  |  |  |  |  |  |                                             |
| Leopold II. Belgický |                                            |  |                           |                                           |  |  |  |  |  |  |  |                                             |
|                      |                                            |  |                           |                                           |  |  |  |  |  |  |  |                                             |
|                      |                                            |  | Ludvík Filip I. Orleánský |                                           |  |  |  |  |  |  |  |                                             |
|                      |                                            |  |                           |                                           |  |  |  |  |  |  |  |                                             |
|                      | Ludvík Filip II. Orleánský                 |  |                           |                                           |  |  |  |  |  |  |  |                                             |
|                      |                                            |  |                           |                                           |  |  |  |  |  |  |  |                                             |
|                      |                                            |  |                           | Luisa Henrietta Bourbonská                |  |  |  |  |  |  |  |                                             |
|                      |                                            |  |                           |                                           |  |  |  |  |  |  |  |                                             |
|                      | Ludvík Filip Francouzský                   |  |                           |                                           |  |  |  |  |  |  |  |                                             |
|                      |                                            |  |                           |                                           |  |  |  |  |  |  |  |                                             |
|                      |                                            |  |                           | Ludvík Jan Maria Bourbonský               |  |  |  |  |  |  |  |                                             |
|                      |                                            |  |                           |                                           |  |  |  |  |  |  |  |                                             |
|                      | Luisa Marie Adéla Bourbonská               |  |                           |                                           |  |  |  |  |  |  |  |                                             |
|                      |                                            |  |                           |                                           |  |  |  |  |  |  |  |                                             |
|                      |                                            |  |                           | Marie Tereza Felicitas Estenská           |  |  |  |  |  |  |  |                                             |
|                      |                                            |  |                           |                                           |  |  |  |  |  |  |  |                                             |
|                      | Luisa Orleánská                            |  |                           |                                           |  |  |  |  |  |  |  |                                             |
|                      |                                            |  |                           |                                           |  |  |  |  |  |  |  |                                             |
|                      |                                            |  |                           | Karel III. Španělský                      |  |  |  |  |  |  |  |                                             |
|                      |                                            |  |                           |                                           |  |  |  |  |  |  |  |                                             |
|                      | Ferdinand I. Neapolsko-Sicilský            |  |                           |                                           |  |  |  |  |  |  |  |                                             |
|                      |                                            |  |                           |                                           |  |  |  |  |  |  |  |                                             |
|                      |                                            |  |                           | Marie Amálie Saská                        |  |  |  |  |  |  |  |                                             |
|                      |                                            |  |                           |                                           |  |  |  |  |  |  |  |                                             |
|                      | Marie Amálie Neapolsko-Sicilská            |  |                           |                                           |  |  |  |  |  |  |  |                                             |
|                      |                                            |  |                           |                                           |  |  |  |  |  |  |  |                                             |
|                      |                                            |  |                           | František I. Štěpán Lotrinský             |  |  |  |  |  |  |  |                                             |
|                      |                                            |  |                           |                                           |  |  |  |  |  |  |  |                                             |
|                      | Marie Karolína Rakouská                    |  |                           |                                           |  |  |  |  |  |  |  |                                             |
|                      |                                            |  |                           |                                           |  |  |  |  |  |  |  |                                             |
|                      |                                            |  |                           | Marie Terezie Habsburská                  |  |  |  |  |  |  |  |                                             |
|                      |                                            |  |                           |                                           |  |  |  |  |  |  |  |                                             |